# Кумановско клане
Кумановското клане (на македонска литературна норма: Масакрот во Куманово) е масов разстрел на 48 осъдени лица през януари 1945 година от страна на службите за сигурност на Югославия (ОЗНА).
На 14 януари 1945 година 48 лица от Куманово и околията са осъдени с присъда на военнополевия съд в Куманово. Лицата са отведени на тайно място и са разстреляни като „сътрудници на окупатора“. Според Коста Църнушанов част от тях са осъдени като привърженици на великобългарската кауза. Той дава следния списък:
| Номер | Име                                 | От            | Години | Забележка |
| ----- | ----------------------------------- | ------------- | ------ | --- |
| 1.    | Йосиф Андонов                       | Куманово      | 44     | според обвинението „голям привърженик на великобългарската кауза“, проявен през кралския режим в Македония, като член на ММТРО                                                   |
| 2.    | Кръсто Лазаров                      | Конюх         |        | виден войвода на ВМОРО и ВМРО |
| 3.    | Димитър Алексиев Атанасов           | Кратово       | 58     | |
| 4.    | Борис Лазаров Зафиров-Муто          | Куманово      | 22     | |
| 5.    | Тодор Стойчев Сопотски              | Сопот         | 60     | виден войвода на ВМРО |
| 6.    | Петър Андонов Кралевски             | Куманово      | 48     | |
| 7.    | Христо Атанасов Петров-Шаика        | Куманово      | 32     | |
| 8.    | Тренко Петров Джимревски            | Куманово      | 38     | |
| 9.    | Киро Костов Атанасов-Мургашански    | Куманово      |        | |
| 10.   | Стоян Летков Атанасовски-Новоселски | Новоселяни    | 38     | |
| 11.   | Страхил Стойчев Апостолски          | Ругинци       | 30     | |
| 12.   | Стойче Спасов Стоименов             | Орашац        | 45     | |
| 13.   | Игнат Манев Мангъров                | Кратово       | 64     | деец на ВМРО |
| 14.   | Стефан Велков Атанасов              | Талашманци    | 66     | |
| 15.   | Трайко Герасимов Арсов              | Горно Кратово | 25     | |
| 16.   | Александър Иванов Цеков             | Горно Кратово | 57     | известен с популярното име Санде Върлото |
| 17.   | Радивой Даков Арсовски              | Гризилевци    | 59     | |
| 18.   | Иван Попстоицев Велков              | Крива Паланка | 40     | |
| 19.   | Антон Димитров Узунов               | Милутинци     | 53     | според вестника „великобългарски фашист“, бивш комита |
| 20.   | Славко Спиров Иванов                | Кратово       | 33     | |
| 21.   | Теодосий Джартов                    |               |        | бивш български учител и член на БАК, кмет на Куманово. В списъка на осъдените фигурира под № 21. Скача от прозореца на къщата си при опит да бъде заловен и отведен от властите. |
| 22.   | Богдан Шекерджийски                 | Куманово      |        | не фигурира в списъка |